# Чеберяк, Аврам Трофимович
Аврам Трофимович Чеберяк — советский хозяйственный, государственный и политический деятель, Герой Социалистического Труда.

## Биография
Родился в 1914 году в селе Новобельмановке. Член КПСС.
С 1928 года — на хозяйственной, общественной и политической работе. В 1928—1974 гг. — колхозник местного колхоза, слушатель курсов трактористов, механизатор Хорольской машинно-тракторной станции Приморского края, комбайнёр Хорольской МТС, мастер производственного обучения и преподаватель в Черниговском СПТУ-52 в селе Черниговка Приморского края.
Указом Президиума Верховного Совета СССР от 9 июля 1949 года за получение в 1948 году высокого урожая сои присвоено звание Героя Социалистического Труда с вручением ордена Ленина и золотой медали «Серп и Молот».
Умер в селе Новобельмановка после 1974 года.